# Wilhelm von Calcum
Wilhelm von Calcum genannt Lohausen auch Kalcum, Calcheim bzw. Calchum genannt Lohehausen (* 4. März 1584 in Lohausen; † 30. Januar 1640 in Rostock) war ein schwedisch-mecklenburgischer Generalmajor und Kommandant von Rostock.

## Leben

### Herkunft und Familie
Wilhelm war Angehöriger des Adelsgeschlechts der Herren von Kalkum und ein Sohn des Heinrich von Lohausen auf Haus Lohausen und Lauffenberg und dessen Ehefrau Christina von Egern, eine Tochter des Drosten Heinrich von Egern auf der Diesdonk in Geldern und der Magaretha von Ingenhaff. Eine Nichte war Anna Sabina von Jagstheim verwitwete von Woellwarth, geb. von Sperberseck (1619–1679), die Tochter seiner Schwester Elisabeth († 1633).
1629 vermählte er sich mit Magdalene von Stralendorf, Witwe des Arndt von Steding, und Tochter des Christoph von Stralendorf auf Gamehl. Diese Ehe blieb kinderlos. Sein Erbe wurde sein Neffe, Wilhelm von Lohausen, der zu dieser Zeit als Major im schwedischen Regiment des Obersten Christoph Heinrich von der Goltz (1600–1643) diente.
Seine Stieftochter Rebecca von Steding heiratete Kasper Detlof von Warnstedt († 1652) auf Brüel. Sie starb am 20. Dezember 1677 und wurde in Bützow beigesetzt.

### Werdegang
Wilhelm war im Alter von sieben Jahren Page am pfalzgräflichen Hof in Zweibrücken. Als solcher begleitete er auch die Kavalierstour der Prinzen und wurde Hofjunker, trat aber während der dreijährigen türkischen Belagerung von Eperies, in kaiserlichen Kriegsdienst. Anschließend war er wieder Kammerjunker am pfälzischen Hof, wurde 1609 nach Jülich gesandt und trat dort im Jülich’schen Erbfolgekrieg in brandenburgische Kriegsdienste. Hier verlor er als Leutnant im Regiment des Obersten Kracht vor Jülich sein rechtes Bein.
Alimentiert durch ein kurfürstliches Gnadengehalt studierte er danach vier Jahre Mathematik und Festungsbau. Hierauf trat er als Kapitän in braunschweigische Kriegsdienste, wurde jedoch unmittelbar darauf erneut an Brandenburg gebunden um eine „Jülichsche Garde“ zu werben, die er bis 1619 in Berlin befehligte. Anschließend trat er mit kurfürstlicher Genehmigung als Oberstleutnant und Führer eines Regiments zu Fuß in den Dienst der schlesischen Stände, wo er zum Oberst und Oberbefehlshaber der Artillerie im Herzogtum Jägerndorf avancierte.
In Folge der Kriegsentwicklung wechselte er als Oberst, Geheimer Rat und Statthalter 1624 zunächst in oldenburgische, bereits 1625 aber als Geheimer Rat und Oberst über das Leibregiment in dänische Dienste. Als Generalwachtmeister, geriet er bei der Schlacht bei Lutter am Barenberge den kaiserliche Kriegsgefangenschaft. Nach 1½ Jahren Haft trat er für die Jahre 1628 und 1629 als Oberst und Kommandant in den Dienst der Stadt Bremen.
Nach der Landung der Schweden ließ der sich 1630 in Mecklenburg-Schwerin als Geheimer Kriegsrat und Oberst eines neu zu errichtenden Regiments verpflichten. Als solcher zwang er die kaiserlichen zur Übergabe von Dömitz, trat mit den mecklenburgischen Truppen unter schwedischen Oberbefehl und wurde Kommandant von Wismar. Gustav Adolf übertrug ihm nun bei der niedersächsischen Armee die Stelle des Chefs des Generalstabes. Kurzzeitig war er Kommandant von Magdeburg, verließ aber 1636 nach dem Prager Frieden den schwedischen Dienst und wurde in Mecklenburg-Schwerin Kriegsrat, Generalmajor. 1636 meuterten die Soldaten der Festung Rostock. Daraufhin wurde Wilhelm dort hingeschickt. Er kannte viele der Soldaten noch von den Kämpfen aus dem Jahr 1632 und konnte den Aufstand so dämpfen. Danach wurde er zum Kommandanten der Stadt Rostock ernannt. In den nachfolgenden Jahren gelang es ihm Rostock vor den durchziehen kaiserlichen und schwedischen Truppen zu schützen. Diese plünderten aber die umgebende Provinz. Wilhelm starb nach kurzer Krankheit am 30. Januar 1640. Er hinterließ wenig Geld, da der Herzog ihm fast 10.000 schuldete. Seine Frau insistierte beim Herzog, um wenigstens einen Teil des Geldes zu erhalten. Er wurde am 15. April 1640 in der Marienkirche begraben. Das Epitaph und der Leichenstein sind nach 1840 aus der Kirche verschwunden.
Wilhelm hatte gute Lateinkenntnisse, beherrschte weitere Sprachen und wurde als Fester im Stande mit dem Abzeichen Brasilienholz in die Fruchtbringende Gesellschaft aufgenommen.